# Культура Нок

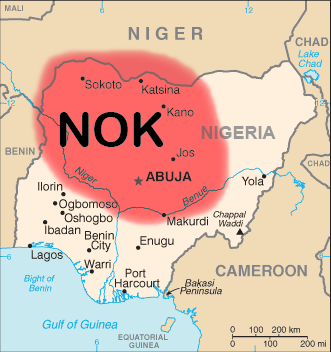
Приблизний ареал культури Нок.

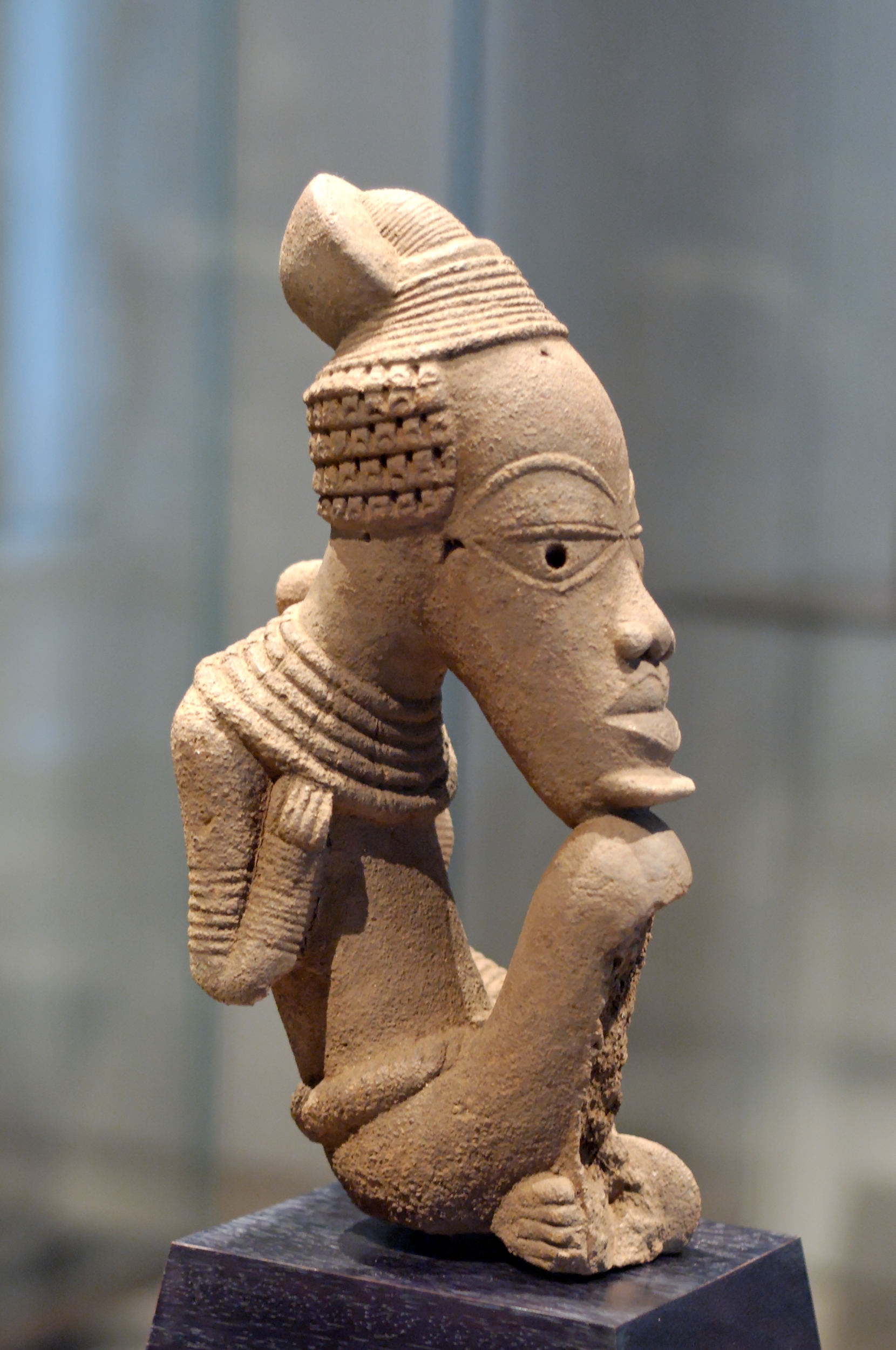
Терракотова скульптура Нок.
6 століття до н. е. Нігерія

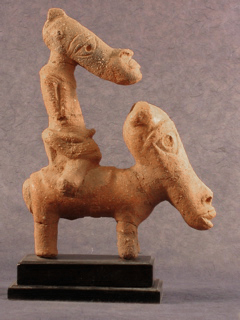
Нок вершник і кінь
53 см у висоту. Вік: 1400—2000 років

9°30′11″ пн. ш. 8°00′58″ сх. д. / 9.503° пн. ш. 8.016° сх. д.
Культура Нок — доісторична цивілізація, археологічна культура.
Датована близько 900 р. до н. е. — 200 р. н. е.. Розповсюджена на значній території сучасного штату Бенуе-Плато в Нігерії. Названа за місцем перших (1931) знахідок біля села Нок (Nok, на південний захід від м. Джос).
Особливе місце серед знахідок займають теракотові голови (розміри коливаються від декількох див до натуральної величини) яскраво вираженого африканського типу, що відрізняються гострою, майже гротескною виразністю, енергійним ліпленням узагальнених обсягів, виразним й соковитим моделюванням основних рис особи. Зображення виявляють деяку подібність у стилістиці зі скульптурою йоруба (це дозволяє припускати, що культура Нок була створена пращурами сучасних народів Західного Судану). Знайдені також прикрашені орнаментом скульптурні зображення тварин (голова слона, фігурка присіла навпочіпки як мавпа), прикраси з перлів, фрагменти посуду, кам'яні поліровані сокири й тесла, що служили, мабуть, для обробки дерева. Великий інтерес представляють фрагменти залізних виробів, які, на думку англійського археолога Бернарда Фегга, який першим знайшов ці вироби, відносяться до початкового етапу обробки цього металу в Африці.
Портрети культури Нок були пов'язані з обрядом поховання. Така традиція збереглася в багатьох культурах Західної та Центральної Африки. Статуетки людей і тварин свідчать також про те, що пластика Нок уже була здатна передавати динаміку руху. Цей здобуток пластики зберігся лише в скульптурі нижньої течії Конго та в Анголі. Окремі риси пластики Нок продовжують існувати в мистецтві багатьох народів Західної й Центральної Африки. Наприклад, у балуба (Демократична Республіка Конго) голови скульптур прикрашають зачіски, як у голівок Нок; у йоруба (Нігерія) — подібні форми очей і вуст; маски нігерійських племен ібібів та екої нагадують відомі з культури Нок так звані «голови Януса».